# Rasbora pauciperforata
Rasbora pauciperforata es una especie de peces de la familia Cyprinidae en el orden Cypriniformes. Los machos pueden llegar alcanzar los 7 cm de longitud total. Es un pez de agua dulce que se encuentra en Tailandia, Camboya, Malasia e Indonesia: Borneo y, probablemente también, Sumatra.